# The Church Studios
The Church Studios es un estudio de grabación ubicado en una antigua iglesia al norte de Londres. Fue alquilado y posteriormente adquirido por el músico y productor discográfico Dave Stewart en las décadas de 1980 y 1990, y se utilizó para grabar el segundo álbum de Eurythmics, Sweet Dreams (Are Made of This) en 1983. En 2004, Stewart vendió los estudios al músico británico David Gray. En 2013, las instalaciones fueron adquiridas y renovadas por el productor Paul Epworth.

## Historia
El edificio fue construido en la década de 1850 y sirvió únicamente con fines religiosos para la comunidad agapemonita hasta mediados del siglo XX. A raíz de los cambios sociales que se produjeron en la segunda mitad del siglo XX, llevaron al edificio a tener una gran demanda entre las industrias creativas. Finalmente se dividió en dos mitades; uno continúa como una iglesia tradicional, el otro un estudio creativo que ha pasado por una serie de empresas desde la década de 1980.
En 1982 Dave Stewart y Annie Lennox, integrantes del grupo Eurythmics, alquilaron el salón de la iglesia en el piso de arriba. Stewart y Lennox convirtieron la habitación en un estudio de grabación y lo usaron para completar su segundo álbum Sweet Dreams (Are Made of This). A medida que aumentaba la popularidad y el éxito de la banda, se decidieron finalmente por compraron el edificio y grabaron gran parte de su catálogo allí. Las instalaciones fueron usadas también por artistas como Bob Dylan, Radiohead, Robert Plant, Elvis Costello, Depeche Mode y My Bloody Valentine.
En 2004, el cantautor David Gray adquirió la propiedad del estudio. Gray grabó cuatro de sus álbumes de estudio en The Church Studios: Life in Slow Motion, Draw the Line, Foundling y Mutineers. También albergó grabaciones de otros artistas, incluidos Bombay Bicycle Club y Kaiser Chiefs. La propiedad de Gray duró casi una década, sin embargo, debido a la disminución de las ventas de discos que cambiaron el panorama de la industria de la música, Gray decidió poner a la venta los estudios. Finalmente, el productor musical Paul Epworth, que buscaba un estudio propio, compró las instalaciones en octubre de 2013.
Con la ayuda de Walter-Storyk Design Group y Miloco Builds, Epworth transformó The Church Studios en un moderno complejo de estudios. Mientras que el piso superior se dejó relativamente intacto, la planta baja se renovó por completo para albergar tres estudios: una gran sala de grabación, un estudio SSL y una suite de escritura. En la gran sala de seguimiento, instaló una consola EMI Neve antigua de 72 canales que constaba de dos mitades: una procedente de los estudios Abbey Road y otra de los estudios Pathé Marconi en París. El estudio de la planta baja, con una consola SSL antigua, tuvo que levantarse del suelo para lidiar con los altos niveles de presión de sonido, ya que se instalaron un par de monitores Augspurger personalizados.
Tras la renovación, los estudios fueron utilizados por artistas como U2, London Grammar y Lana Del Rey. Adele filmó una versión en vivo de su canción "When We Were Young" en el estudio principal en 2015, que ha sido reproducida más de 653 millones de veces en YouTube. En 2018, Beyoncé y Jay-Z usaron el estudio SSL para mezclar cuatro de sus canciones. Casi al mismo tiempo Mumford & Sons usó el complejo para trabajar con Paul Epworth en su álbum Delta. El decimocuarto álbum de estudio de Madonna, Madame X, lanzado en junio de 2019, fue parcialmente grabado y mezclado en su totalidad en el estudio SSL. El octavo álbum de estudio de Coldplay, Everyday Life, se grabó en parte en el estudio Neve en 2019. A pesar de que 2020 fue un año difícil para la música, los estudios lograron mantenerse ocupados y albergar grabaciones de artistas como The 1975, Slowthai, Arlo Parks y Birdy.